# Gödre
Gödre là một thị trấn thuộc hạt Baranya, Hungary. Thị trấn này có diện tích 39,93 km², dân số năm 2010 là 893 người, mật độ 22 người/km².